# Леонардо Валенсія
Леонардо Валенсія (ісп. Leonardo Valencia, нар. 25 квітня 1991, Сантьяго, Чилі) — чилійський футболіст, півзахисник клубу «Коло-Коло».

## Клубна кар'єра
Вихованець футбольної школи клубу «Універсідад де Чилі». Дорослу футбольну кар'єру розпочав 2008 року в основній команді того ж клубу.
Протягом 2008—2008 років захищав кольори команди клубу «Депортес Меліпілья».
Своєю грою за останню команду знову привернув увагу представників тренерського штабу клубу «Універсідад де Чилі», до складу якого повернувся 2008 року. Цього разу відіграв за команду із Сантьяго наступні три сезони своєї ігрової кар'єри.
Згодом з 2011 по 2016 рік грав у складі команд клубів «Уніон Ла-Калера», «Палестіно», «Сантьяго Вондерерз», «Палестіно» та «Універсідад де Чилі».
До складу клубу «Палестіно» приєднався 2016 року. Відтоді встиг відіграти за команду із Сантьяго 28 матчів в національному чемпіонаті.

## Виступи за збірну
2016 року дебютував в офіційних матчах у складі національної збірної Чилі.
У складі збірної був учасником розіграшу Кубка конфедерацій 2017 року у Росії.

## Титули і досягнення
- Володар Кубка Чилі: 2015, 2019
- Володар суперкубка Чилі: 2015